# Vorwerk (Basse-Saxe)
Pour les articles homonymes, voir Vorwerk.
Vorwerk est une commune allemande de l'arrondissement de Rotenburg, Land de Basse-Saxe.

## Géographie
Vorwerk se situe dans le triangle Elbe-Weser, près de Brême.
|          | Wilstedt   | Bülstedt |
| Grasberg | Vorwerk    | Horstedt |
|          | Ottersberg | Reeßum   |

La commune comprend les quartiers de Vorwerk, Buchholz et Dipshorn.

## Personnalités liées à la commune
- Leander Modersohn (né en 1980), acteur.
- Fero Andersen (né en 1982), animateur de télévision.

## Source, notes et références
- (de) Cet article est partiellement ou en totalité issu de l’article de Wikipédia en allemand intitulé « Vorwerk (Niedersachsen) » (voir la liste des auteurs).